# Смъртоносно желание 3
„Смъртоносно желание 3“ (на английски: Death Wish 3) е американски екшън филм от 1985 година, на режисьора Майкъл Уинър. Участват Чарлс Бронсън и Дебора Рафин. Филмът е продължение на „Смъртоносно желание 2“ (1982) и третият в сериите Смъртоносно желание.

## Сюжет
Пол Кърси отива да види своя стар приятел от армията Чарли, но когато пристига в апартамента му той го намира мъртъв. Скоро Кърси разбира, че това е най-опасният квартал, в който върлува опасна банда, която ограбва и убива жителите. Бандитите опустошават и разбиват всичко, като си мислят, че никой не може да ги спре и кварталът си е техен, но имат един голям проблем. В кварталчето им се е пренесъл отмъстителя. Кърси е съда, съдията и съдебният изпълнител!

## В ролите
| Изпълнител      | Роля                     |
| --------------- | ------------------------ |
| Чарлс Бронсън   | Доктор Пол Керси         |
| Дебора Рафин    | Катрин Дейвис            |
| Ед Лаутър       | Ричард Шрайкър           |
| Мартин Болсам   | Бенет Крос               |
| Гаван О'Херлихи | Мани Фракър              |
| Алекс Уинтър    | Хермоза                  |
| Марина Сиртис   | Мария                    |
| Рико Рос        | Кубинецът                |
| Барби Уайлд     | приятелка на Мани Фракър |
| Манинг Редууд   | Капитан Стърн            |

## Филми от поредицата за „Смъртоносно желание“
Поредицата „Смъртоносно желание“ включва 6 филма:
- „Смъртоносно желание“ (1974)
- „Смъртоносно желание II“ (1982)
- „Смъртоносно желание 3“ (1985)
- „Смъртоносно желание 4“ (1987)
- „Смъртоносно желание V“ (1994)
- „Лично правосъдие“ (2018)